# 삼탄당

D-글리세르알데하이드는 카르보닐기가 사슬 말단에 위치한 알도트라이오스이다.

다이하이드록시아세톤은 카르보닐기가 사슬 중간에 위치한 케토트라이오스이다.

삼탄당(三炭糖, 영어: triose) 또는 트라이오스는 세 개의 탄소 원자가 포함된 단당류이다. 오직 2종류의 삼탄당이 존재한다(글리세르알데하이드, 다이하이드록시아세톤). 글리세르알데하이드는 카보닐기가 사슬 말단에 위치한 알도트라이오스이며, 다이하이드록시아세톤은 카르보닐기가 사슬 중간에 위치한 케토트라이오스이다.

## 세포호흡에서의 역할
삼탄당은 세포 호흡에 중요한 역할을 한다. 해당과정동안 과당 1,6-이중인산은 글리세르알데하이드 3-인산과 다이하이드록시아세톤 인산으로 분해된다. 대사과정에서 젖산과 피루브산은 글리세르알데하이드 3-인산과 다이하이드록시아세톤 인산으로부터 유도된다.

## 종류
삼탄당의 종류는 다음과 같다.
- 알도트라이오스: 글리세르알데하이드
- 케토트라이오스: 다이하이드록시아세톤

## 같이 보기
- 단당류
- 사탄당